# Vij (racconto)
Vij (in russo Вий?) è un racconto lungo di Nikolaj Vasil'evič Gogol', pubblicato nella seconda parte della raccolta Mirgorod (1835).
Nell'edizione del 1835 la storia avrebbe dovuto concludersi con la morte del protagonista ma Gogol', quando già s'era iniziato a stampare, decise di eliminare la breve prefazione al racconto successivo (Storia del litigio tra Ivàn Ivànovič e Ivàn Nikìforovič) e aggiunse un nuovo finale a Vij con lo scopo di evitare l'inserimento di pagine bianche tra le due novelle. Il racconto venne poi riveduto dall'autore per l'edizione del 1842.

## Trama
Lo studente di filosofia Chomà Brut, caduto sotto l'incantesimo di una vecchia strega, riesce a liberarsene battendo a morte la donna con un ceppo. Non molto tempo dopo Chomà viene a sapere che la strega era in realtà la giovane figlia di un capo cosacco, il quale esige che sia lo studente ad officiare le esequie e a recitare le litanie accanto alla defunta per tre notti consecutive, volendo con ciò esaudire il desiderio espresso dalla ragazza in punto di morte. Chomà si troverà così a dover fronteggiare le forze demoniache, fino all'apparizione del mostruoso Vij, Re degli Gnomi.

## Fonti del racconto e origine dei personaggi
Vij è riconducibile a un preciso genere narrativo, quello della fiaba dove protagonista è una giovane strega animata dal desiderio di vendetta. Una differenza molto importante rispetto a tale genere è data però dalla mancanza del "consigliere buono" (il dobryj sovetnik), che affianca l'eroe aiutandolo indirettamente nelle sue imprese. 
Pur non mancando in alcune parti di una certa atmosfera realistica tipica della letteratura russa (in particolare nella descrizione dei bursakì, gli studenti poveri, e del loro modo di vivere), il racconto, nel complesso, è per i suoi contenuti assai più vicino alla narrativa romantica occidentale (Ludwig Tieck e E. T. A. Hoffmann soprattutto).

### Il Vij
Quantunque lo stesso Gogol', in una nota al titolo del racconto scritta di suo pugno, descriva il Vij come "una colossale creazione dell'immaginazione popolare" e come il "capo degli gnomi", le origini letterarie e leggendarie di questo personaggio e dell'ambiente fantastico da cui proviene vanno ricercate non soltanto nel folklore ucraino e russo ma anche nella letteratura e nelle tradizioni mitteleuropee. Basti pensare che la credenza negli gnomi, perlomeno ai tempi in cui visse Gogol', non era diffusa tra i popoli dell'Ucraina bensì tra quelli dell'area germanica; ciononostante, le classi colte russo-ucraine conoscevano bene le creature della mitologia minore tedesca, e questo grazie alla lettura delle grandi opere romantiche. Il Vij gogoliano è pertanto un essere composito, inventato direttamente dallo scrittore sulla base di elementi folklorici diversi e di diversa derivazione. Se le lunghissime e pesanti palpebre del mostro sembrano rimandare al Wij della mitologia slava, il suo aspetto ctonio-arboreo lascia pensare piuttosto al Lešij, spirito dei boschi maligno e proteiforme delle leggende ucraine; a differenza del primo, inoltre, il Vij del racconto di Gogol' non ha il potere di uccidere con lo sguardo, mentre sembra aver assunto tutta l'indole malvagia del secondo. Come Re degli Gnomi, per le ragioni sopraddette, il Vij si ricollega invece al mondo degli spiriti elementali della mitologia germanica.

### La strega
I cosacchi del villaggio, riunitisi come ogni sera per la cena, raccontano vari aneddoti sulla pànnočka e sui sortilegi da lei compiuti come serva del Demonio. Oltre alla capacità della ragazza di assumere la forma di un cane o di un fascio di fieno, dalle storie dei cosacchi emerge un particolare che consente di individuare la duplice matrice folklorica di questo personaggio. La pànnočka, infatti, è al contempo strega e vampiro: strega per aver incantato più d'un uomo (come è accaduto a Chomà) e vampiro per aver succhiato il sangue ai bambini e agli adulti. In questa sua seconda natura l'immagine della pànnočka si riallaccia innanzitutto alle leggende diffuse nelle campagne slave, dove per l'appunto ebbe origine il mito del vampiro; il suo accanirsi contro i neonati sembra inoltre assimilarla alle lamie delle tradizioni greche e romane, mentre il fatto che combini dispetti come rubare pipe e cappelli e tagliare le trecce alle fanciulle la farebbe assomigliare a un folletto piuttosto che a una strega. È in ogni modo evidente che le fonti di Gogol', soprattutto per quello che riguarda la natura vampiresca del personaggio, provengono in questo caso più dalle tradizioni orali della sua terra natale che non dalla letteratura romanzesca.

## Genere e stile del racconto
Con Vij Gogol' prosegue la sua ricerca "sui labili confini tra orrido e grottesco" iniziata sulle pagine delle Veglie alla fattoria presso Dikan'ka.
L'elemento fantastico irrompe nella vicenda di Vij con la comparsa della strega ma il tono del racconto non cambia rispetto alla parte iniziale, dove la rassegna delle abitudini dei bursakì e dei loro maestri è illustrata con pungente e divertito realismo. Il successivo crescendo di orrori si annoda strettamente alla descrizione, condotta con tipica ironia gogoliana, delle modeste avventure amorose e delle gagliarde bevute di Chomà Brut, nonché del suo fatalistico temperamento. Questo intreccio prevale sulla materia stessa del racconto, tanto che l'eventuale impressione suscitata nel lettore dalla tragica fine della storia non può che essere un sentimento "puramente estetico-musicale" scaturito dal "ritmo della narrazione".
A questo riguardo è importante ribadire che l'universo demoniaco di Gogol', sebbene oscuro e minaccioso quando viene anche solo presentito dai personaggi umani del racconto (per i quali esso rimane in ogni caso la fonte primaria di ogni paura), è tuttavia rappresentato con caratteri fortemente surreali e grotteschi, più che raccapriccianti: valga per tutti la rovinosa e disordinata fuga di spiriti, mostri e folletti al secondo canto del gallo dopo l'ultima notte di veglia. Tale peculiarità stilistica era ancora più marcata nella prima versione del racconto, quella del 1835, in cui la galleria degli esseri infernali si dilatava fino a comprendere una piramide “regolare” ricoperta di muco e dalla lingua ripugnante e lunghissima; una creatura con una mano umana di colore azzurro al posto della testa; uno scarafaggio dalle dimensioni di un elefante.

## Critica
All'uscita del volume Mìrgorod la critica conservatrice espresse il suo favore solo nei confronti della prima parte di questa raccolta (Proprietari di vecchio stampo e Taràs Bul'ba). Quanto alla seconda, Storia del litigio tra Ivàn Ivànovič e Ivàn Nikìforovič ottenne giudizi negativi, mentre Vij passò quasi inosservato. Fuori del coro si udirono solo le voci di Ševyrëv, di Puškin e soprattutto quella di Vissarion Grigor'evič Belinskij, che con il suo articolo pubblicato su Teleskòp (A proposito del racconto russo e dei racconti del signor Gogol’) attirò finalmente l'attenzione sull'importanza letteraria di Mìrgorod nella sua interezza. Belinskij apprezzò molto Vij, nonostante ritenesse che il racconto avesse decretato l'insuccesso del suo autore nel campo della narrativa fantastica.
Una possibile spiegazione dell'indifferenza con cui il racconto di Gogol' venne accolto dalla critica del tempo (la quale, come si è detto, concentrò le proprie osservazioni sulle altre novelle della raccolta) sembra essere rintracciabile nel fatto che Vij, pur con i suoi personaggi assai ben delineati e per nulla indegni delle altre creazioni gogoliane, trasmette unicamente il vigore della narrazione pura e semplice senza mai soffermarsi sopra qualche profonda riflessione morale; ma proprio in questo risiede probabilmente tutta la modernità del racconto, che molti critici contemporanei di Gogol' difficilmente potevano comprendere, specialmente di fronte a un gusto del bizzarro e del surreale così anticipatore com'era quello contenuto nelle pagine della prima edizione. Oggi appare dunque significativo che Gianni Pilo e Sebastiano Fusco, nella loro introduzione al volume Storie di Vampiri, abbiano definito Vij il miglior racconto dello scrittore russo.

## Edizioni in lingua italiana
- Il Vij, in Mìrgorod, traduzione di Alfredo Polledro, Torino, Slavia, 1927.
- Il Vij, traduzione di Michele Vranianin, Palermo, Sellerio, 1981.
- Vij, in Opere, cura e traduzione di Serena Prina, vol. I, collana I Meridiani, Milano, Mondadori, 1994.
- Il Vij, introduzione, traduzione e note di Eridano Bazzarelli, testo russo a fronte, Milano, Rizzoli, 2002.
- Il Vij, in Taras Bul'ba e gli altri racconti di Mìrgorod, introduzione di Serena Vitale, prefazione di Fausto Malcovati, traduzione di Luigi Vittorio Nadai, Milano, Garzanti, 2002.
- Il Vij, in Storie di vampiri, a cura di Gianni Pilo e Sebastiano Fusco, traduzione di Leone Pacini Savoj, Roma, Newton Compton Editori, 2009.
- Vij, traduzione di Kollektiv Ulyanov, testo russo a fine volume, ABEditore, 2021.

## Filmografia
- Vij (1909), regia di Vasilij Michajlovič Gončarov.
- Vij (1916), regia di Władysław Starewicz.
- La maschera del demonio (1960), regia di Mario Bava.
- Vij (1967), regia di Georgij Kropačëv e Konstantin Eršov.
- La maschera del demonio (1989), regia di Lamberto Bava.
- Vij (2014), regia di Oleg Stepčenko.